# Lulep Mánakjávrre
Lulep Mánakjávrre, enligt tidigare ortografi Lulep Manakjaure, är en sjö i Jokkmokks kommun i Lappland och ingår i Luleälvens huvudavrinningsområde. Sjön har en area på 0,782 kvadratkilometer och ligger 562,1 meter över havet. Lulep Mánakjávrre ligger i Ultevis fjällurskog Natura 2000-område.

## Delavrinningsområde
Lulep Mánakjávrre ingår i det delavrinningsområde (744714-161927) som SMHI kallar för Utloppet av Lulep Manakjaure. Medelhöjden är 568 meter över havet och ytan är 1,97 kvadratkilometer. Det finns inga avrinningsområden uppströms utan avrinningsområdet är högsta punkten. Vattendraget som avvattnar avrinningsområdet har biflödesordning 4, vilket innebär att vattnet flödar genom totalt 4 vattendrag (Sijddoädno, Blackälven (Smadjeädno), Lilla Luleälven, Luleälven) innan det når havet efter 284 kilometer. Avrinningsområdet består mestadels av skog (60 procent). Avrinningsområdet har 0,78 kvadratkilometer vattenytor vilket ger det en sjöprocent på 39,6 procent.